# Damien dolata

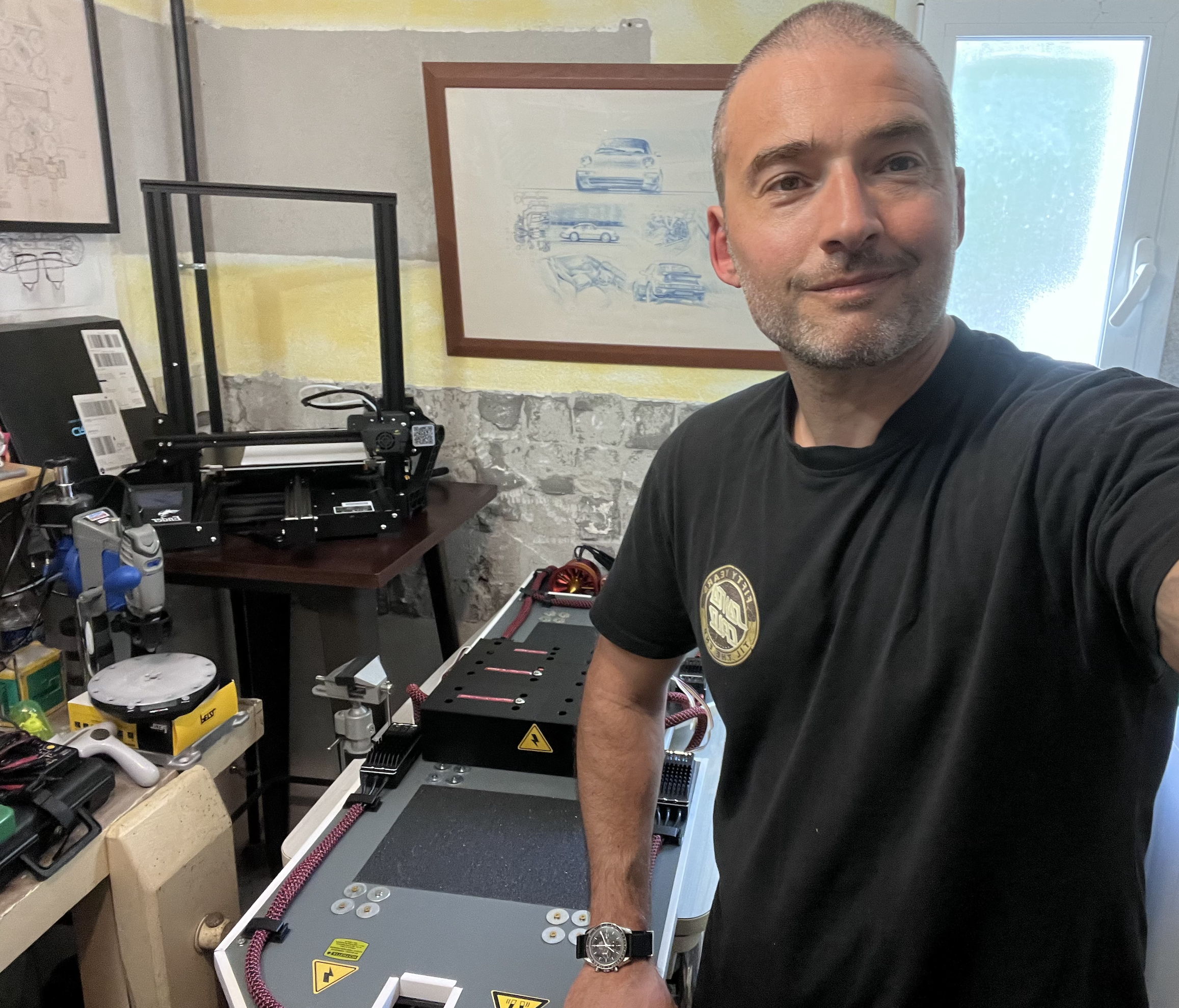
Damien Dolata davanti hoverboard

Dolata Damien, nato il 26 aprile 1981 ad Arles, è un appassionato francese di scienza, astronomia e inventore del primo hoverboard magneto-rotativo in Francia e in Europa. Dopo il 2018, quando si mise al lavoro, tutti i suoi sforzi si concentrarono sullo sviluppo e sulla fabbricazione di un hoverboard (Volopattino) riuscì nell’impresa di far levitare i suoi figli, Zach e Luke Dolata, e pubblicò il video su YouTube nel 2023.
Biografia
Figlio di un docker, Didier Dolata, e di una contabile, Angeline Dolata, trascorse l’infanzia leggendo romanzi di fantascienza, disegnando, praticando motocross e windsurf. Nel 2008 diventò a sua volta docker e dedicò i primi anni all’auto-pubblicazione di un fumetto intitolato NATSUE – La douleur fantôme, che impiegò sette anni a realizzare. Si sposò con Diane e insieme ebbero due figli, Zach e Luke Dolata. Si dedicò inoltre alla pratica dello Iaido e del surf.
Nel 2018,  in seguito a un incidente sul lavoro che lo immobilizzò per diversi mesi, decise di dedicare il suo tempo all’astronomia e allo studio delle scienze, in particolare leggendo le opere di fisica quantistica del professor Feynman al Caltech e approfondendo le scienze dei campi magnetici, un ambito affascinante e sorprendente.

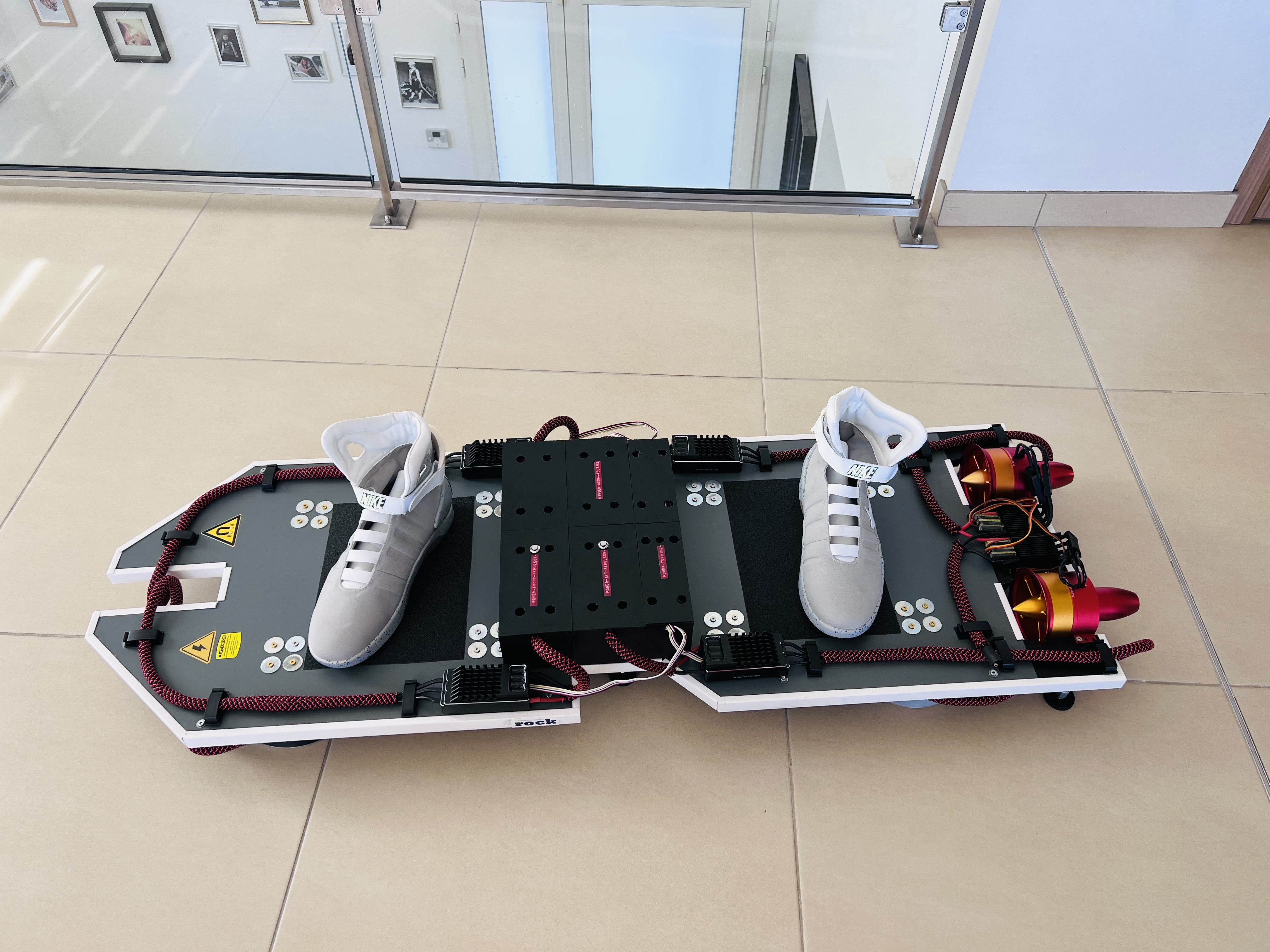
La Ripulse

Sempre nel 2018, decise di creare una tavola in grado di levitare sopra il suolo, pur senza alcuna conoscenza di ingegneria. Convinto di non avere nulla da perdere e spinto dal sogno di vedere con i propri occhi funzionare un sistema futuristico, iniziò a cercare soluzioni: da semplici magneti con superconduttori, ai campi elettromagnetici, fino alla scelta di un sistema magneto-rotativo, ossia dei repulsori che ruotano ad altissima velocità sopra una superficie conduttrice, generando una corrente di Foucault e quindi la levitazione.
Il suo primo modello, costruito con piccoli magneti, riuscì a sollevare 1,5 kg oltre al peso della tavola, grazie a un solo repulsore. Il secondo modello fu un fallimento, esplodendo e proiettando pezzi ad alta velocità contro Damien, che venne colpito alla testa e al braccio. Da modello a modello, da tentativo a tentativo, come mostrato anche nel suo video su YouTube, arrivò infine a ottenere una levitazione stabile, in grado di sostenere fino a 50 kg, anche se si accontentò di far levitare i suoi figli: il maggiore, Zach, che all’epoca aveva 7 anni e pesava 23 kg, e il minore, Luke.
Fu una prima assoluta in Francia, poiché nessun essere umano aveva mai levitato su un simile sistema prima di Zach e del suo fratellino Luke.
Seguono diversi articoli sul giornale, trasmissioni televisive, un’intervista su YouTube e alla radio. Adesso Damien si dedica al pianoforte.
1. ↑  (FR) Carry-le-Rouet : un fan de "Retour vers le futur" construit son skate volant, su www.laprovence.com, 7 maggio 2023. URL consultato il 20 agosto 2025.